# Питер ван Мьосхенбрук
Питер ван Мьосхенбрук (на нидерландски: Petrus (Pieter) van Musschenbroeck) е нидерландски физик, математик, философ, медик, астролог.

## Биография
Роден е на 14 март 1692 година в Лайден, Нидерландия. Завършва Лайденския университет. Става професор по физика и математика в университетите в Дуйсбург, Утрехт и от 1740 в Лайден.
През 1745 г., независимо от немския физик Евалд Георг фон Клайст, изобретява първия кондензатор – лайденската стъкленица.
Мьосхенбрук е автор на първия систематичен курс по физика, а неговото второ издание „Въведение в естествената философия“ (1762) е енциклопедия на физическото познание от онова време.
Умира на 19 септември 1761 година в Лайден на 69-годишна възраст.